# Bahnhof Westig
Der Bahnhof Westig wurde im Hemeraner Stadtteil Westig am 13. Juni 1885 in Betrieb genommen. 
1905 entstand ein Bahnhofsgebäude, das 1984 wegen seiner gotisierenden Dachform, der profilierten Bretter und Schindeln unter Denkmalschutz gestellt wurde. Das dazugehörige Stellwerk steht seit 1989 unter Denkmalschutz.
Von 1914 bis 1964 war der Bahnhof Übergabebahnhof für die meterspurige Kleinbahn „Eisenbahn Westig–Iserlohn–Altena“ der Westfälischen Kleinbahn.
Ende des Jahres 1975 wurde die Güterabfertigung am Bahnhof Westig eingestellt, 1989 auch der Schienenpersonennahverkehr.

## Eisenbahnanschluss
Am 15. April 1916 hatte der Bahnhof eine große Anzahl an Gleisen. Die Gleise für den Güterverkehr lagen östlich des Personenbahnhofes. Hier war auch der Übergabebahnhof der Westfälischen Kleinbahn (später IKB), mit mehreren Normalspur- und Schmalspurgleisen. Die Schmalspurgleise lagen südlich der Staatsbahngleise und trafen westlich am Bahnübergang auf die Schmalspurgleise der Strecke Iserlohn–Hemer, die dort die Staatsbahn höhengleich kreuzte und in Straßenlage nördlich an der Staatsbahn vorbeiführten. In Westig beginnende oder endende Triebwagen hielten auf der südlichen Strecke, durchgehende auf der nördlichen Strecke am Personenbahnhof. Die IKB hatte eine normalspurige Lok zum Rangieren in Westig stationiert. Für sie und weitere Triebfahrzeuge wurde in Westig ein dreigleisiger Lok- und Wagenschuppen unterhalten. Südöstlich des Bahnübergangs der heutigen Zeppelinstraße gab es ein massives zweistöckiges Bahnhofsgebäude der Iserlohner Kleinbahn, das nicht mehr vorhanden ist.
Neben der Bahnstrecke Letmathe–Fröndenberg zweigte in Westig ein Anschluss in Richtung Ihmert ab, der 1917/1918 bis nach Evingsen verlängert wurde. 1927 führte die Strecke nach Altena.

## Stellwerke

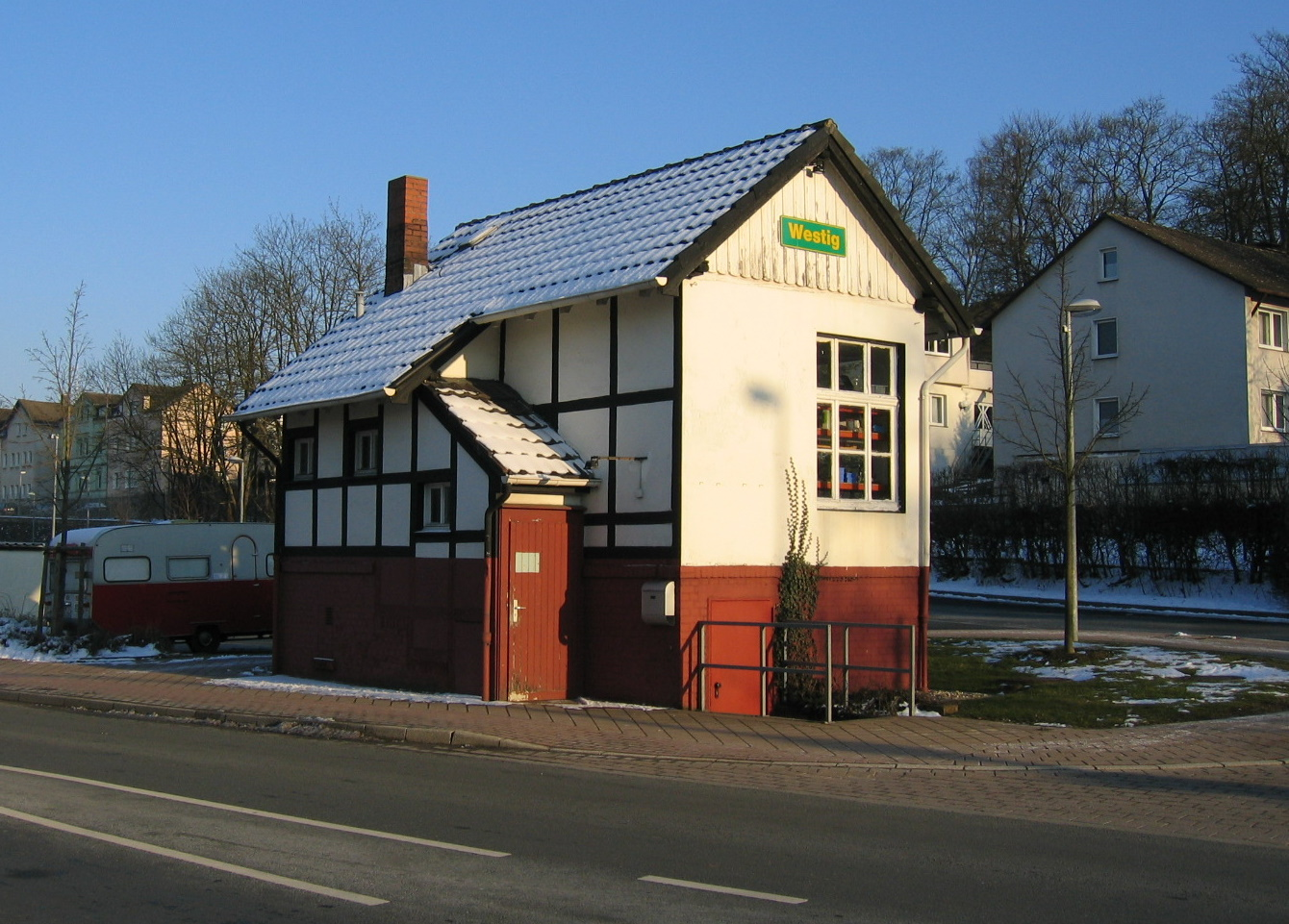
Ehemaliges, als technisches Denkmal, unter Schutz stehendes Stellwerk.

Ab 1912 gab es am Westiger Bahnhof zwei Stellwerke, das separate Stellwerkgebäude (Ww bis 1978), welches durch einen Wärter betreut wurde und am Bahnhofsausgang in Richtung Iserlohn stand, sowie das Hauptstellwerk (Wf) in dem um 1905 errichteten Bahnhofsgebäude. Am 12. Dezember 1978 wurde das Stellwerk im Bahnhofsgebäude, aufgrund des Fortschritts der Technik und des daraus resultierenden Überflusses eines Stellwerks, außer Betrieb genommen und aufgelöst. Der Fahrdienstleiter zog in das alleinstehende Stellwerk (Ww) um, welches zum Fahrdienstleiterstellwerk wurde. Dieses Stellwerk existiert heute noch und steht als technisches Denkmal seit 1989 unter Schutz.

## Bahnhofsgebäude

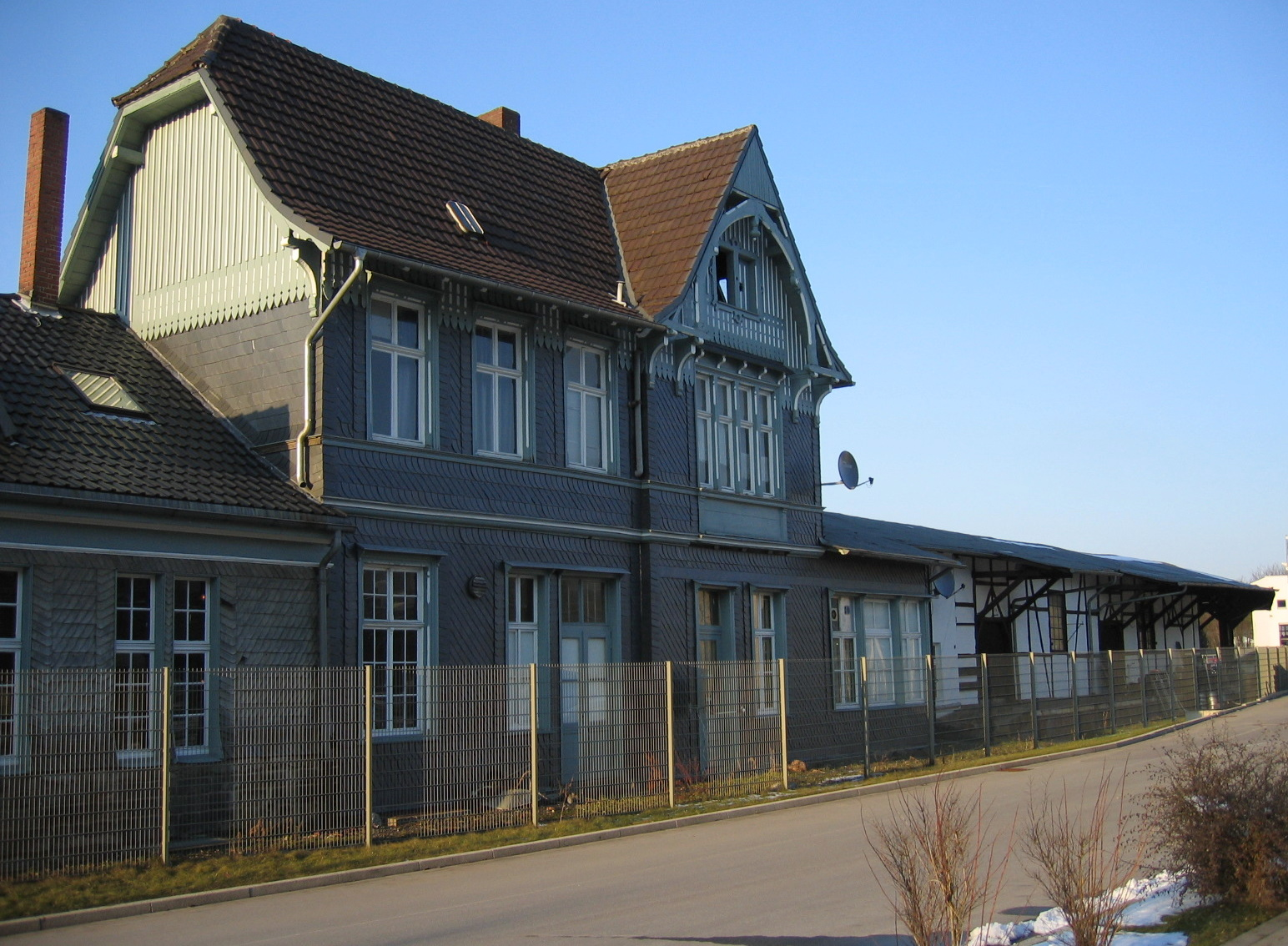
Bahnhofsgebäude von der Bahnsteigseite aus gesehen.

Das Bahnhofsgebäude wurde 1905 auf Fachwerkbasis gebaut. Es steht auf einem Sockel aus Bruchstein. Die Bahnhofswände sind verklinkert. Seit dem 25. Oktober 1984 steht das Bahnhofsgebäude unter Denkmalschutz.

## Bedeutung des Bahnhofs für die Region
Der Bahnhof Westig war sehr bedeutend für die Region. Er war wichtiger als der Bahnhof Hemer. Dies ist unter anderem auf die Kleinbahnstrecke Westig–Ihmert–Altena zurückzuführen. Das Gütertransportaufkommen lag beispielsweise im Jahr 1932 bei 14.935 Tonnen. 1935 lag die Beförderungsleistung schon bei 100.000 bis 150.000 Tonnen jährlich. 1961 betrug die jährliche Leistung immer noch 133.699 Tonnen. 
Der erste Güterzug erreichte Westig an einigen Tagen um 5:00 Uhr und der letzte verließ Westig erst spät abends. Der Bahnhof hatte eine weitaus größere Bedeutung für den Güterverkehr als für den Personennahverkehr. So verkehrten auf den Strecken der damaligen Reichsbahn und derer der Kleinbahn, Güterzüge. Der meiste Güterverkehr der Kleinbahnen wurde mit Rollwagen durchgeführt.
Bis in die 1950er Jahre soll die Westfälische Kleinbahnen AG 77 Rollwagen angeschafft haben.